# Johan Hennum
Johan Hennum (Christiania, 26 augustus 1836 – aldaar, 13 september 1894) was een Noors dirigent. Daarnaast bespeelde hij ook de cello en arrangeerde hij. Hij speelde een centrale rol in het Noorse muziekleven van eind 19e eeuw.

## Achtergrond
Johan Edvard Hennum werd geboren binnen het gezin van korporaal en tuchthuisbewaker Bernt Jensen Hennum (1807-1879) en Anne Christine Erichsen (1810-). Hij huwde op 8 oktober 1860 Anna Marie Elisabeth Guidotti (1839-1934), zuster van zangeres Emma Guidotti. Hij is de vader van zowel Joseph Oscar Hennum als van Lilli Rachel Hennum (1878-1967), de vrouw van kunstschilder Harald Sohlberg. Ook Sigurd Bernhard Hennum (secretaris) en Francisca Henriette Hennum waren kinderen van Johan Hennum. Hij stierf op 58-jarige leeftijd, net teruggekeerd van een zomervakantie.

## Muziek
Hennum was er redelijk vroeg bij. Toen hij negen jaar oud was kreeg hij al muzieklessen van Lars Roverud en dan speciaal viool- en pianolessen. Hij was toen eerste violist van een leerlingenstrijkkwartet. Hij speelde zelfs voor toenmalig Noors sterviolist Ole Bull, die hem getalenteerd vond. Er kwam een kink in de kabel. Hij gaf leiding aan een gelegenheidsorkest (er was nog geen echt beroepsorkest in Noorwegen toen) en kwam een contrabas te kort. Hij besloot daarom cello te gaan studeren, minder in de spotlights, maar minder ingetogen dan de contrabas. Daarnaast begon hij met het bespelen van orgels. Om geld te verdienen speelde hij orgel in het tuchthuis.
Zijn hoofdinstrument werd echter de cello. Hij bespeelde dat instrument vanaf 1851 in de orkesten van Det Norske Theater en later het Christiania Theater. Hij vond dat hij zijn kunne op dat instrument nog moest uitbreiden en ging af en toe in de leer bij Friedrich Kuhlau in Kopenhagen (1854-1856) en later met een staatstoelage bij Adrien Servais in Brussel (1859). In 1865 wilde violist Gudbrand Bøhn een kamermuziekproject opzetten, dat zou uitmonden in het Kunstnerskvartett en later Den Norske Strykekvartett. De samenstelling was:
- Gudbrand Bøhn – eerste viool
- Fredrik Ursin, Carl Hansen, Martin Hansen – tweede viool
- Johan Hennum – cello.

Hennum bleef een geoefend kamermuzikant en speelde later ook in andere ensembles.
In 1864 ontmoette Hennum Bull opnieuw. Die had verdere berichten over Hennum gevolgd en vroeg hem een aantal arrangementen te schrijven dan wel transcripties. Er volgde een verzoek van orkestratie van Bulls werken, waarbij de partijen voor viool nog nauwelijks volledig op papier stonden. Het was een karwei dat vier maanden in beslag nam. In ruil voor zijn arbeid, beval Bull Hennum aan als dirigent van het orkest van het Christiania Theater, toen Paolo Sperati er in 1866 mee op hield. Edvard Grieg kwam ook voor die functie in aanmerking. Toen Hennum eenmaal daar op de bok stond, kwamen grotere operaproducties tot stand. Hennum had daarvoor een cursus in Duitsland en Frankrijk gevolgd. Hij keek daarvoor niet alleen buiten de Noorse grenzen. Hij voerde onder meer de Noorse opera’s Svein Uræd van Ole Olsen en Fjeldeventyrer van Waldemar Thrane uit. In een voor onafhankelijk strijdend Noorwegen (van Zweden) vielen de Noorse opera’s in goede aarde (maar ook in een gespreid bedje). Als leider van het theaterorkest was hij destijds ook verantwoordelijk voor de compositie van toneelmuziek, onder andere voor toneelwerken van Henrik Ibsen.
Als dirigent was hij deels verantwoordelijk voor de verspreiding van de muziek van Edvard Grieg. Op 7 augustus 1869 stond hij op de bok toen solist Edmund Neupert Griegs Pianoconcert speelde in Oslo. Later gaf hij leiding aan de eerste uitvoering van Griegs bekendste werk zou worden: Peer Gynt. In de zomer van 1875 ging hij op concertreis met Ole Bull, waarbij diverse steden werden aangedaan, tot aan het noordelijke Tromsø aan toe. Het trio werd volledig gemaakt door Edvard Bull. Tromsø liep uit voor die gelegenheid. Zijn loopbaan kreeg een abrupt einde. Zijn muzikale carrière werd herdacht in Aftenposten door Otto Winter-Hjelm.
Een aantal concerten:
- 16 mei 1868, Oslo, kamermuziek: samen met Bøhn, C. Hansen, Ursin; diezelfde avond speelt ook Agathe Backer-Grøndahl een solowerk van Franz Liszt.
- juli 1871”Hennum dirigeerde het orkest van het Christiania Theater in operettemuziek en een symfonie van Joseph Haydn
- 12 januari 1884: kamermuziekavond met Backer-Grøndahl, Bøhn, Hans Marcus Zapffe en Magna Sartz
- juni 1891: Jubileumconcert voor 25 jaar dirigent theaterorkest
- 14 februari 1894: dirigent bij concert van Bjarne Lund